# 平塚市立豊田小学校
平塚市立豊田小学校（ひらつかしりつ とよだしょうがっこう）は、神奈川県平塚市豊田宮下552番地にある公立小学校。

## 沿革
- 1873年（明治6年）6月 - 小峯の宗円寺に「小峯学校」として開校[2]。
- 1893年（明治26年）5月5日 - 豊田宮下の現在地に「尋常豊田小学校」の新校舎建設[2]。
- 1908年（明治41年）4月1日 - 「豊田村金田村組合立高等豊田小学校」と合併し、「尋常高等豊田小学校」に改称[2]。
- 1923年（大正12年）4月1日 - 「豊田尋常高等小学校」に改称[2]。
- 1947年（昭和22年）4月1日 - 学制改革により、「中郡豊田村立豊田小学校」に改称[2]。
- 1956年（昭和31年）
  - 4月1日 - 町村合併により、「中郡大野町立豊田小学校」に改称[2]。
  - 9月30日 - 平塚市に合併され、「平塚市立豊田小学校」に改称[2]。
- 1968年（昭和43年） - 管理教室棟（校舎南棟東・南棟西）建設[3]。
- 1973年（昭和48年）3月3日 - 創立100周年記念式典、祝賀会開催、パーゴラ設置[2]。
- 1974年（昭和49年） - 普通教室・特別教室棟（校舎北棟）建設[3]。
- 1987年（昭和62年） - 体育館建設[3]。
- 1992年（平成4年）5月5日 - 創立120周年記念航空写真撮影[2]。
- 2022年（令和4年）11月19日 - 創立150周年記念イベント「豊田小THANKS150祭（才）イベント」開催[4]。

## 通学区域と進学先中学校
出典

### 通学区域
特記無き地区は全域
- 豊田打間木
- 豊田小嶺
- 北豊田
- 南豊田
- 寺田縄（1420-1425番地）
- 東豊田
- 豊田宮下（1014番地と1015番地を除く）
- 豊田平等寺（442-451番地を除く）
- 豊田本郷（2331番地と2335-2337番地（鈴川右岸）を除く）

### 進学先の学校
公立中学校に進学する場合
- 平塚市立大野中学校（豊田本郷1180-1183番地、1199番地及び北豊田907-975番地を除く）
- 平塚市立大住中学校（豊田本郷1180-1183番地、1199番地及び北豊田907-975番地のみ）

## アクセス
- 神奈川中央交通「平88」系統で、「清雲寺前」バス停下車後、校地東側の正門まで、徒歩約615m・約10分。
  - 学校敷地から「清雲寺前」バス停まで、最短直線距離で約435mだが、正門（校門）設置個所と道路形状の関係で、やや遠回りとなる。

## 周辺
- 八幡神社
- 大智寺
- 平塚市役所豊田分庁舎
- 平塚市立豊田小嶺公園
- JR東海道新幹線